# Ukiyo-e

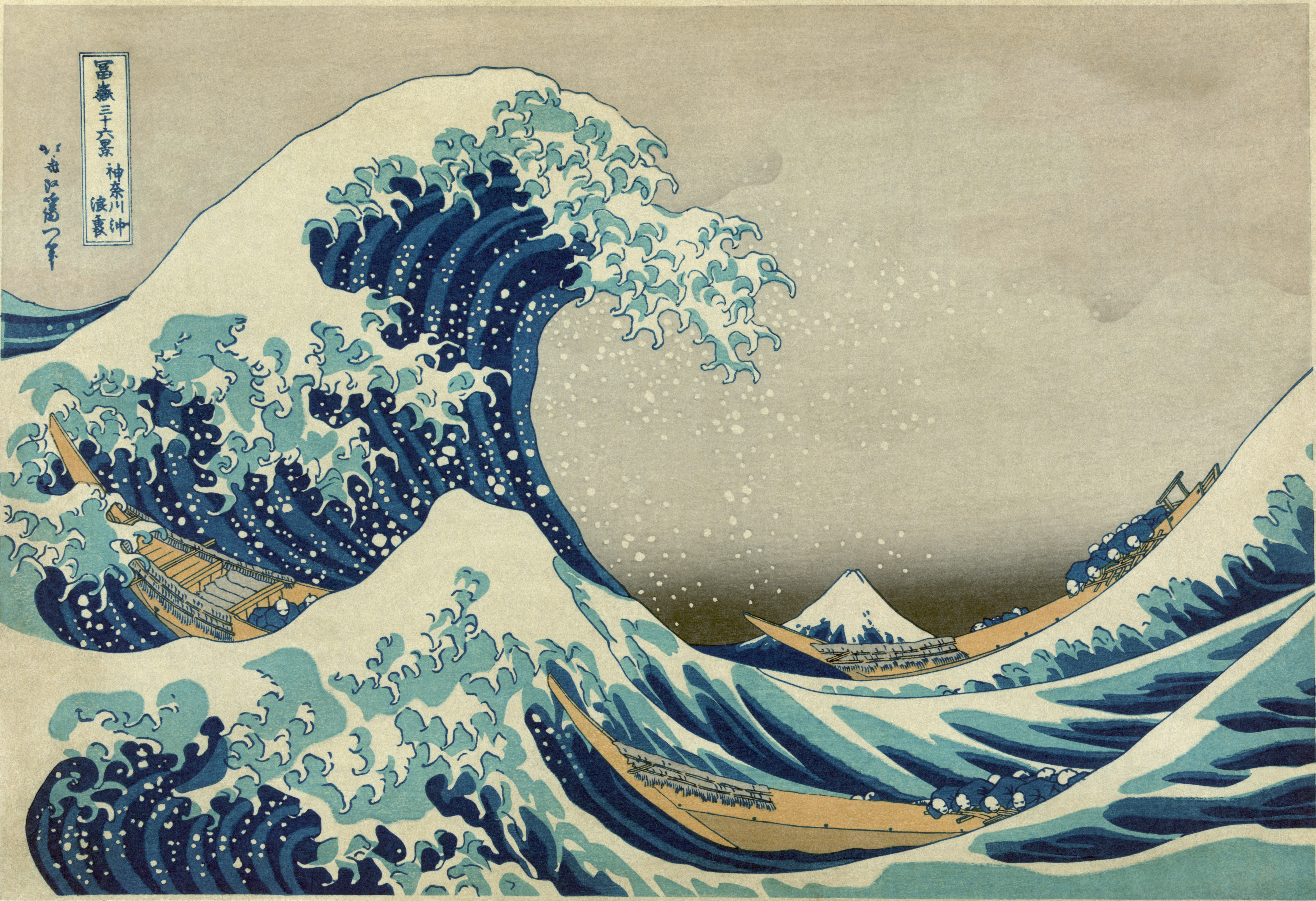
La grande onda di Kanagawa, di Katsushika Hokusai

L'ukiyo-e (浮世絵?, ukiyo-e, lett. "immagini del mondo fluttuante") è un genere di stampa artistica giapponese, impressa su carta con matrici di legno, nata e sviluppatasi durante il periodo Edo (1603-1868). Tali stampe, eseguite tramite xilografia, erano inizialmente monocromatiche e in seguito furono realizzate a colori.
Vi sono due tipi di ukiyoe: la pittura a mano con il pennello e l'incisione su legno. L'incisione, iniziata da Hishikawa Moronobu, fu dapprima monocroma per divenire poi policroma con il nome di “nishikie”. All'inizio descriveva i quartieri di piacere e il teatro, poi ampliò la sua tematica rappresentando costumi sociali, paesaggi, attori.
L'ukiyo-e è un'arte che riflette la vita e la cultura giapponese dell'epoca, offrendo uno spaccato della società, dei costumi e dei piaceri mondani.
Gli autori più rappresentativi sono: Suzuki Harunobu, Torii Kiyonaga, Katsukawa Shunsho, Kitagawa Utamaro, Katsushika Hokusai, Ando Hiroshige, ecc. Questo tipo di incisione influenzò profondamente la pittura moderna occidentale, soprattutto l'impressionismo e in particolare la pittura di Van Gogh.

## Significato
La parola Ukiyo, che significa "mondo fluttuante", si riferisce all'impetuoso e dinamico contesto socioeconomico e culturale formatosi, agli inizi del XVII secolo, nelle città di Edo, detta anche Yeddo, (oggi Tokyo), Ōsaka e Kyōto, contrapposto a ciò che costituiva invece il tessuto sociale del resto del Paese (fondamentalmente feudale e organizzato secondo una rigidissima stratificazione sociale d'impostazione  confuciana), scaturito dall'affermarsi, proprio in quel periodo ed in quelle suddette città, d'una nuova e ben distinta classe sociale, vale a dire il chōnin (町人? "cittadino"), figura equiparabile, pur con tutte le dovute differenze del caso, alla borghesia europea del secolo. 
La stessa parola, nel suo indicare la rappresentazione di queste realtà urbane inedite, potrebbe costituire dunque anche un'allusione scherzosa al termine omofono "mondo della sofferenza" (憂き世?) della tradizione buddista zen, ossia il ciclo continuo di morte e rinascita a cui gli esseri umani sarebbero condannati e al quale, al fine di conseguire il nirvana, dovrebbero scampare rifuggendo dalle passioni e dai beni materiali.
Questa tecnica artistica divenne molto popolare a Edo durante la seconda metà del XVII secolo a partire dalle opere monocromatiche di Hishikawa Moronobu (circa 1670). All'inizio si utilizzava soltanto inchiostro cinese; in seguito alcune stampe vennero colorate a mano con dei pennelli, ma nel XVIII secolo Suzuki Harunobu sviluppò la tecnica della stampa policromatica per produrre nishiki-e.

## Raffigurazioni
Gli ukiyo-e non erano costosi perché erano intesi come prodotti in massa ed erano pensati soprattutto per gli abitanti della città, che non potevano permettersi dei veri dipinti. Alle origini, il soggetto principale degli ukiyo-e era la vita della città, in particolare le attività e le scene dei quartieri dei divertimenti: belle cortigiane, grossi lottatori di sumo e attori famosi erano ritratti mentre svolgevano il loro lavoro. In seguito divennero popolari anche i paesaggi, mentre non apparvero quasi mai soggetti politici e di altre classi sociali all'infuori di quelle più basse (composte appunto da cortigiane, lottatori di sumo e attori). Il sesso non era un vero e proprio tema a sé, anche se comparve spesso in queste stampe. Gli artisti e gli editori erano talvolta sottoposti a sanzioni per queste stampe sessualmente esplicite, dette shunga.

## Storia
La storia dell'ukiyo-e comprende essenzialmente due periodi storici: il periodo Edo, che comprende gli ukiyo-e dalle origini fino al 1867 circa, quando iniziò l'era Meiji e durò fino al 1912. Il periodo Edo fu essenzialmente un periodo di calma e costituì l'ambiente ideale per lo sviluppo dell'arte in questa forma commerciale, mentre il periodo Meiji fu caratterizzato da nuove influenze dovute all'apertura del Giappone all'Occidente.
Le radici dell'ukiyo-e possono essere ritrovate nell'urbanizzazione che ebbe luogo nel tardo XVI secolo, che portò allo sviluppo di una classe di commercianti e artigiani che cominciarono a scrivere e a dipingere degli ehon (絵本, libri di immagini, cioè storie illustrate) o dei romanzi come Storia di Ise (Ise-monogatari, 1608) di Honami Koetsu. Gli ukiyo-e vennero spesso utilizzati come illustrazioni per questi libri, ma in seguito divennero indipendenti, stampati su un foglio singolo come cartoline, kakemono, o poster per il teatro kabuki. Erano ispirati inizialmente ad opere e racconti cinesi. Molte di queste storie narravano la vita e la cultura della città, oppure erano vere e proprie guide: erano ampiamente diffusi grazie alla loro natura commerciale. Hishikawa Moronobu, che già utilizzava la stampa policromatica, divenne molto influente in campo artistico dopo il 1670.
A metà del XVIII secolo, la tecnica della stampa si era evoluta tanto da permettere delle stampe tutte colorate, dette nishiki-e, e le ukiyo-e più famose erano state create in questo periodo: Utamaro, Hokusai, Hiroshige, Bunchō e Sharaku furono gli artisti più importanti di questo periodo. Con l'influenza dell'arte europea, venne introdotta la prospettiva ed altri concetti. Le opere di Katsushika Hokusai raffigurano principalmente paesaggi e natura. Le sue 36 vedute del monte Fuji (富嶽三十六景, Fugaku sanjurokkei) vennero pubblicate intorno al 1831. Anche Ando Hiroshige e Utagawa Kunisada pubblicarono molte opere a tema naturale.
Nel 1842, in seguito alle riforme Tenpo, le immagini di cortigiane, geisha e attori (come onnagata) vennero bandite. Questi soggetti, quando vennero permessi di nuovo, conobbero ancora della popolarità.
Durante l'Era Kaei (1848–1854), arrivarono in Giappone molti mercantili stranieri: il cambiamento culturale che ne seguì può essere riscontrato negli ukiyo-e di quel periodo.
In seguito alla Restaurazione Meiji del 1868, il Giappone si aprì alle importazioni dall'Occidente, tra cui la fotografia e le tecniche di stampa. I colori naturali vegetali usati negli ukiyo-e vennero sostituiti da tinture chimiche all'anilina importate dalla Germania. Anche se gli ukiyo-e vennero in gran parte rimpiazzati dalla fotografia e passarono di moda in Giappone durante il bunmei-kaika (文明開化, occidentalizzazione del Giappone durante l'inizio del periodo Meiji), divennero fonte di ispirazione in Europa per l'Art Nouveau per gli impressionisti, e altri artisti come Van Gogh, Degas e Klimt. Questa influenza è stata chiamata Giapponismo.

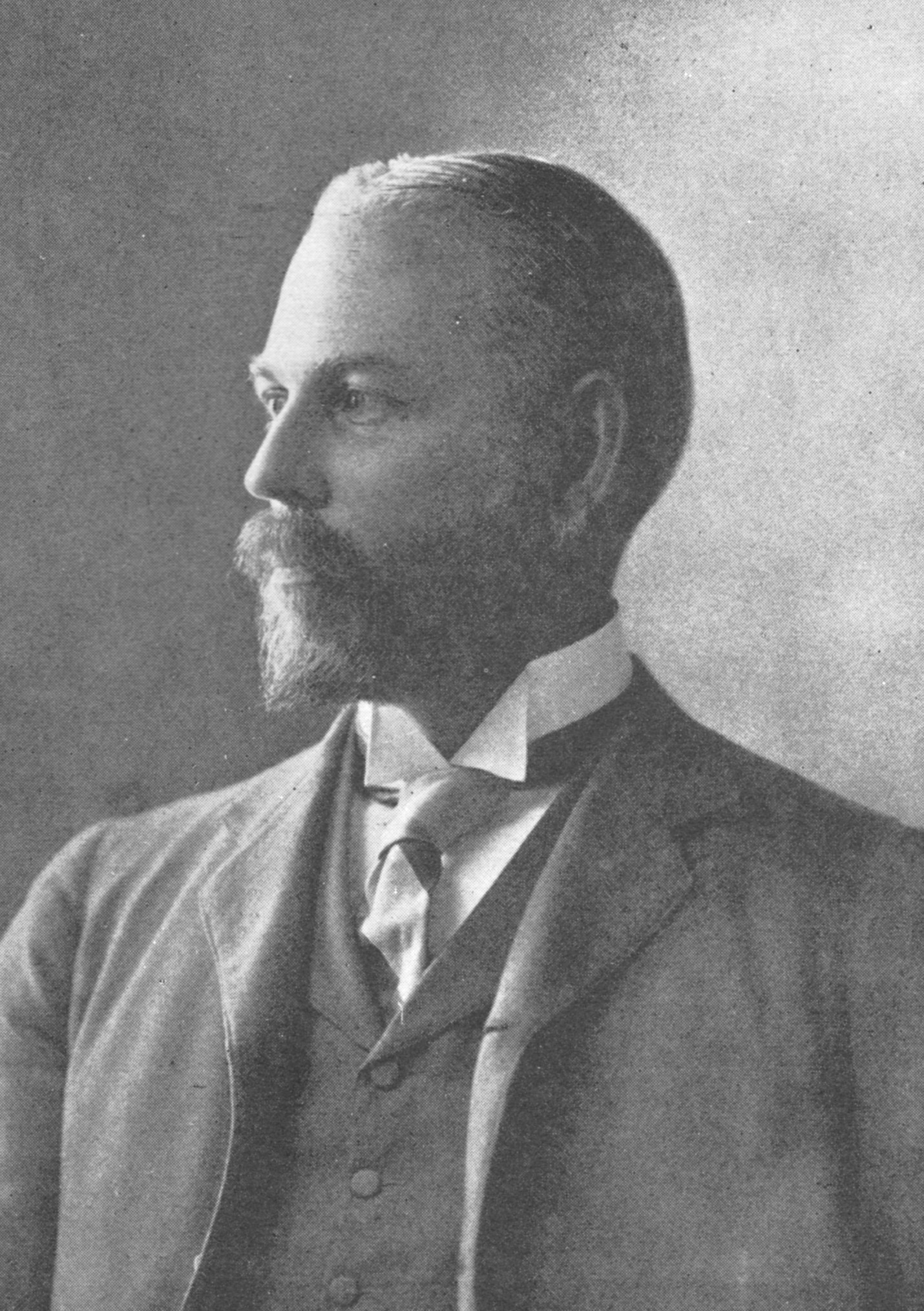
Lo studioso americano di arte giapponese Ernest Fenollosa fu il primo a completare una storia critica completa dell'ukiyo-e.

Le prime opere storiche e critiche complete sull'ukiyo-e provenivano dall'Occidente, da Ernest Fenollosa, professore di filosofia all'Università Imperiale di Tokyo dal 1878 e Commissario delle Belle Arti per il governo giapponese da allora 1886.
Nel XX secolo, durante i periodi Taishō e Showa l'ukiyo-e tornò di moda con i movimenti Shin-hanga e Sōsaku-hanga, che miravano a differenziarsi dalle forme tradizionali di arte commerciale. Ironicamente le shin hanga (letteralmente "nuove stampe") erano esportate in gran parte negli Stati Uniti. Ispirati dall'impressionismo europeo, gli artisti vi incorporarono elementi occidentali, come gli effetti della luce e l'espressione degli stati d'animo individuali, ma si focalizzarono su temi strettamente tradizionali. L'editore principale fu Shōzaburō Watanabe, a cui viene attribuita la creazione del movimento. Artisti importanti furono Shinsui Ito e Kawase Hasui, entrambi nominati Tesoro nazionale vivente dal governo giapponese.
Il meno conosciuto movimento Sōsaku-hanga (letteralmente "stampe creative") seguì un concetto occidentale di "arte" come prodotto della creatività dell'artista, creatività superiore alla manualità. Tradizionalmente, nel processo di produzione degli ukiyo-e, il progetto, l'incisione, la stampa ed l'edizione erano indipendenti tra di loro ed eseguiti da persone diverse e fortemente specializzate. Il sōsaku hanga asseriva che l'artista doveva essere coinvolto in tutti gli stadi della produzione. Il movimento, che venne formalmente stabilito con la formazione della Japanese Creatice Print Society nel 1918, ebbe un successo inferiore allo shin hanga, dato che i collezionisti occidentali preferivano l'aspetto più tradizionalmente giapponese di quest'ultimo.
Durante gli anni '60, il movimento artistico giapponese sosaku hanga ha subito un declino, influenzato dalla scomparsa di leader come Onchi e dall'ascesa di nuove correnti globali. Questo periodo ha visto una fusione tra tecniche tradizionali giapponesi e occidentali. Il sosaku hanga ha gettato le basi per la xilografia moderna giapponese, influenzando le stampe kindai hanga, che incorporano metodi occidentali. L'arte stampata di questo periodo rispecchia una vasta gamma di stili e influenze internazionali, con un innovativo utilizzo delle tecniche giapponesi per esprimere idee contemporanee.
E nel tardo XIX secolo, artisti dell'Occidente hanno cominciato a valorizzare l'arte giapponese. Questo interesse ha favorito un'interazione più profonda tra le due tradizioni artistiche, sfociando in una forma d'arte contemporanea giapponese che rispecchia influenze globali anziché esclusivamente occidentali.
Gli ukiyo-e vengono prodotti ancora oggi, influenzando alcuni campi artistici, come i manga e gli anime, o talvolta come nella serie Ukiyo-e Heroes di David Bull e Jed Henry la cultura pop viene inglobata nel mondo ukiyo e attraverso uno stile creativo facilmente identificabile nell'industria dei videogiochi.

## Tecnica

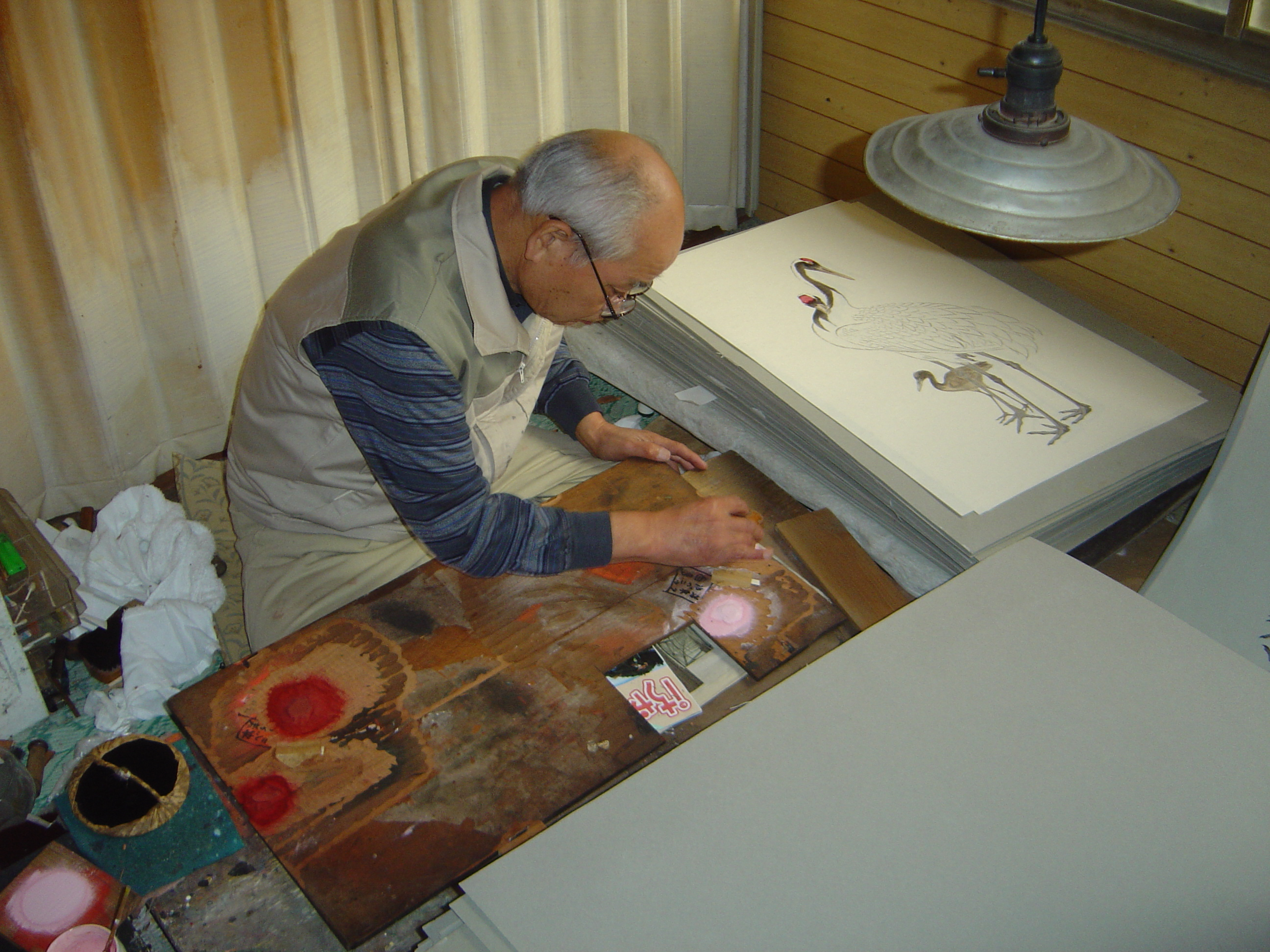
Stampa usando blocchi di legno in stile ukiyo-e

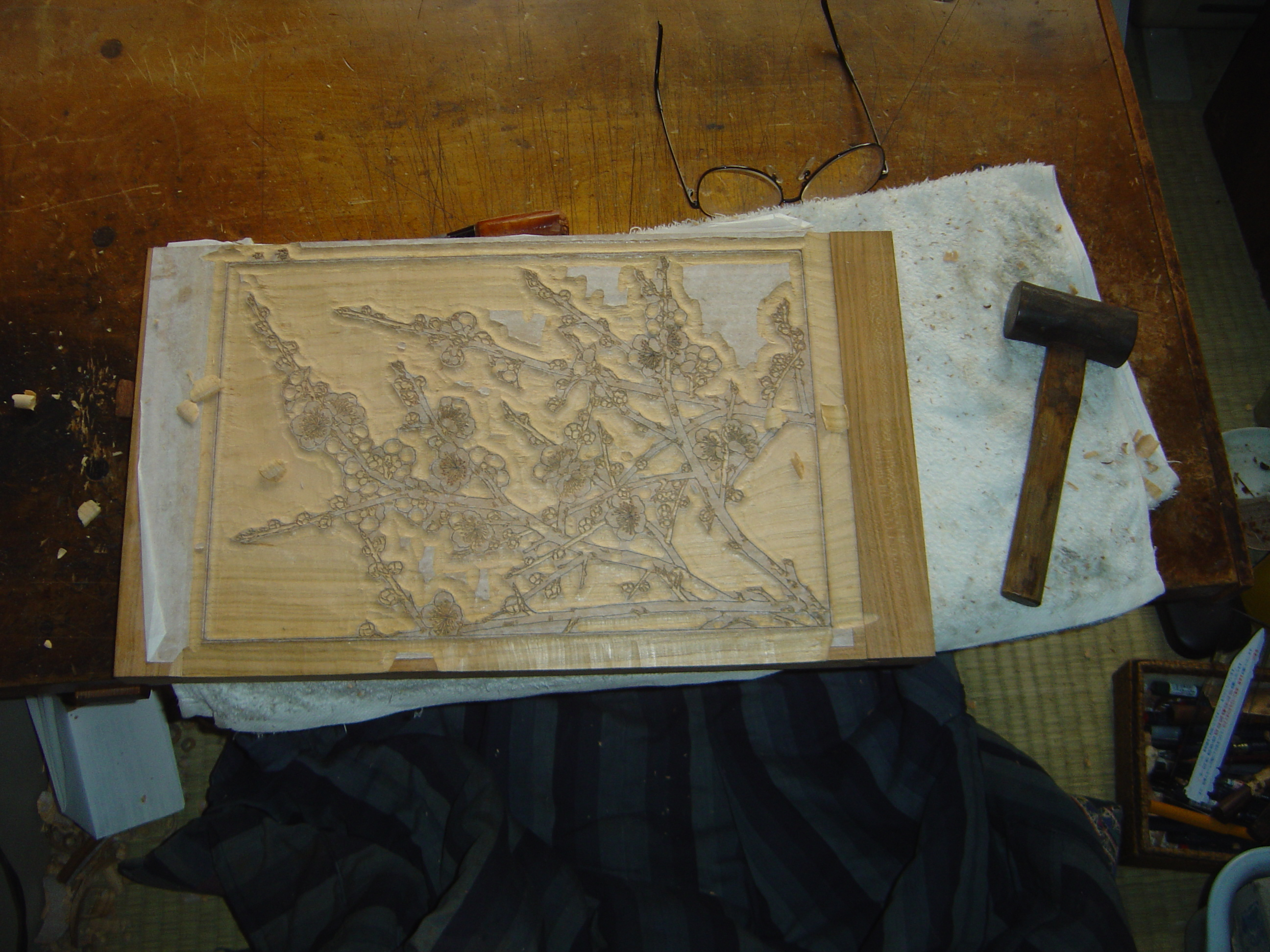
Incisione dei blocchi di legno

Gli ukiyo-e venivano prodotti con il seguente procedimento:
- l'artista creava il disegno originale in inchiostro
- un assistente (detto hikkō) creava quindi una traccia (hanshita) dell'originale
- degli artigiani incollavano questo disegno a faccia in giù su un blocco di legno, incidendo le parti in cui la carta era bianca, perciò lasciando il disegno in evidenza sul blocco, ma distruggendo l'originale.
- il blocco veniva inchiostrato e stampato, producendo copie quasi uguali del disegno originale.
- queste stampe venivano a loro volta incollate a faccia in giù su blocchi di legno e le aree che dovevano essere di un particolare colore venivano lasciate in rilievo. Ognuno di questi blocchi stampava almeno un colore della stampa finale.
- la serie di blocchi di legno veniva inchiostrata in diversi colori, che successivamente venivano impressi su carta. La stampa finale porta l'impressione di ognuno dei blocchi, alcuni stampati più di una volta per dare profondità al colore.

## Artisti importanti
- Hishikawa Moronobu (1618-1694): considerato il primo rappresentante della scuola ukiyo-e
- Torii Kiyonobu I (1664-1729): fondatore, nel 1690, dell'unica scuola ukiyo-e sopravvissuta fino ad oggi: la scuola dei Torii
- Nishikawa Sukenobu (1671-1751): è stato un pittore e incisore giapponese di ukiyo-e, risedette a Kyoto tutta la vita
- Okumura Masanobu (1686-1763): un pittore e scrittore giapponese specializzato nel genere ukiyo-e
- Suzuki Harunobu (1724-1770): innovatore in ambito artistico, colui che impose in Giappone stampe multicolori (nishiki-e)
- Torii Kiyonaga (1752-1817): pittore e incisore, fu adottato dalla famiglia Torii dopo la morte di Torii Kiyomitsu
- Utamaro (1753-1806): famoso per le sue raffigurazioni di belle donne (bijin-ga)
- Kubo Shunman (1757-1820): vero nome Kubo Yasubei, pittore e scrittore giapponese
- Sharaku (attivo nel 1794-1795)
- Hokusai (1760-1849): noto per la sua serie "36 Vedute del Monte Fuji"
- Toyokuni (1769-1825):
- Keisai Eisen (1790-1848):
- Kunisada (1786-1865):
- Hiroshige (1797-1858): conosciuto per le sue scene di viaggio e paesaggi
- Kuniyoshi (1797-1861):
- Katsushika Ōi (1800-1866):
- Kunichika (1835-1900):
- Chikanobu (1838-1912):
- Yoshitoshi (1839-1892):
- Ogata Gekko (1859-1920):